# Dirmsteiner Mandelpfad

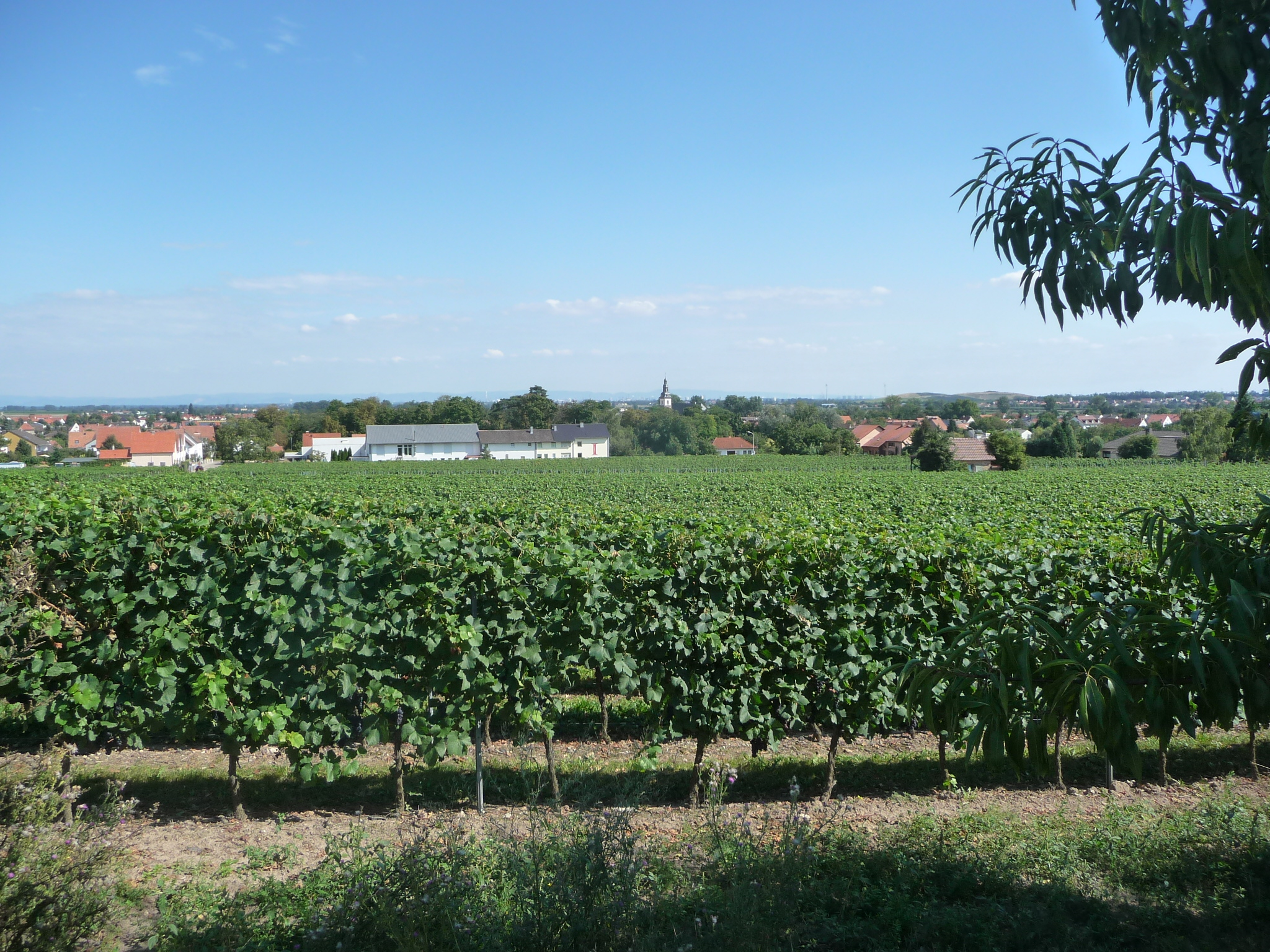
Blick über den nördlichen Mandelpfad auf Dirmstein

Der Mandelpfad ist eine Weinlage von Dirmstein, einer alten pfälzischen Winzergemeinde im Nordosten des Leiningerlands (Rheinland-Pfalz). Nach der Neuordnung der Weinbauflächen im Ort in der zweiten Hälfte des 20. Jahrhunderts stellt er mit 152,5 Hektar die zweitgrößte Einzellage dar. Angebaut werden sowohl weiße als auch rote Rebsorten, überwiegend Riesling, Grau- und Weißburgunder (weiß) bzw. Dornfelder und Spätburgunder (rot).

## Geographie

### Lage
Der Mandelpfad erstreckt sich auf Höhen zwischen 164 und 104 m ü. NHN westlich und nordwestlich des historischen Oberdorfs. Er grenzt im Süden an die Gemarkung von Laumersheim, im Westen an die Gemarkung von Obersülzen, im Norden an die Gemarkung von Offstein. Seine Ostgrenze bilden die Landesstraße 455 (Offstein–Dirmstein), jenseits derer die größte Einzellage Dirmsteiner Herrgottsacker beginnt, sowie die Wohnbebauung von Dirmstein. Als Besonderheit liegt ein zum Mandelpfad zählender Weinberg mitten in der kleinen Einzellage Dirmsteiner Jesuitenhofgarten.
Durch den nördlichen Bereich des Mandelpfads fließt von West nach Ost der Floßbach, ein linker Zufluss des Eckbachs, der seinerseits die Weinlage im äußersten Süden berührt.

### Klima und Boden
Das sonnige und regenarme Klima des Leiningerlands begünstigt auch in Dirmstein die Produktion hochwertiger Gewächse. Der Mandelpfad liegt an geschützten und leicht geneigten Hügeln, und zwar am Ost- und Südosthang des Wörschbergs und am Osthang des Goldbergs. Der Boden ist trocken und besteht teilweise aus Sand, teilweise aus Löss, in den tiefer gelegenen Bereichen links des Eckbachs sowie beiderseits des Floßbachs auch aus Ablagerungen von Kalkmergel. Alle Komponenten gewährleisten bei Sonnenschein eine rasche Erwärmung. Das Gelände weist einen günstigen Winkel zum Sonnenlauf auf, der die Strahlungsintensität verstärkt, zudem wird die Zeit verlängert, in der die Trauben tagsüber der Sonne ausgesetzt sind und Zucker bilden können. Die Hangneigung bewirkt auch, dass in frostigen Frühjahrsnächten kalte Luftmassen kleinräumig zur Wohnbebauung hin abfließen und Erfrierungen an den Rebstöcken meist ausbleiben.

### Naturdenkmäler
Innerhalb des Mandelpfads liegen drei der Naturdenkmäler von Dirmstein. Von Süd nach Nord/Ost sind es:
- die Lösswände westlich von Dirmstein, in welche die Landesstraße 453 (Dirmstein–Obersülzen) eingeschnitten ist
- die ebenfalls von Lösswänden geprägte Wörschberger Hohl
- das Chorbrünnel, eine im 16. Jahrhundert in Stein gefasste Schwefelquelle

Wörschberger Hohl und Chorbrünnel sind Stationen des Chorbrünnel-Rundwegs.

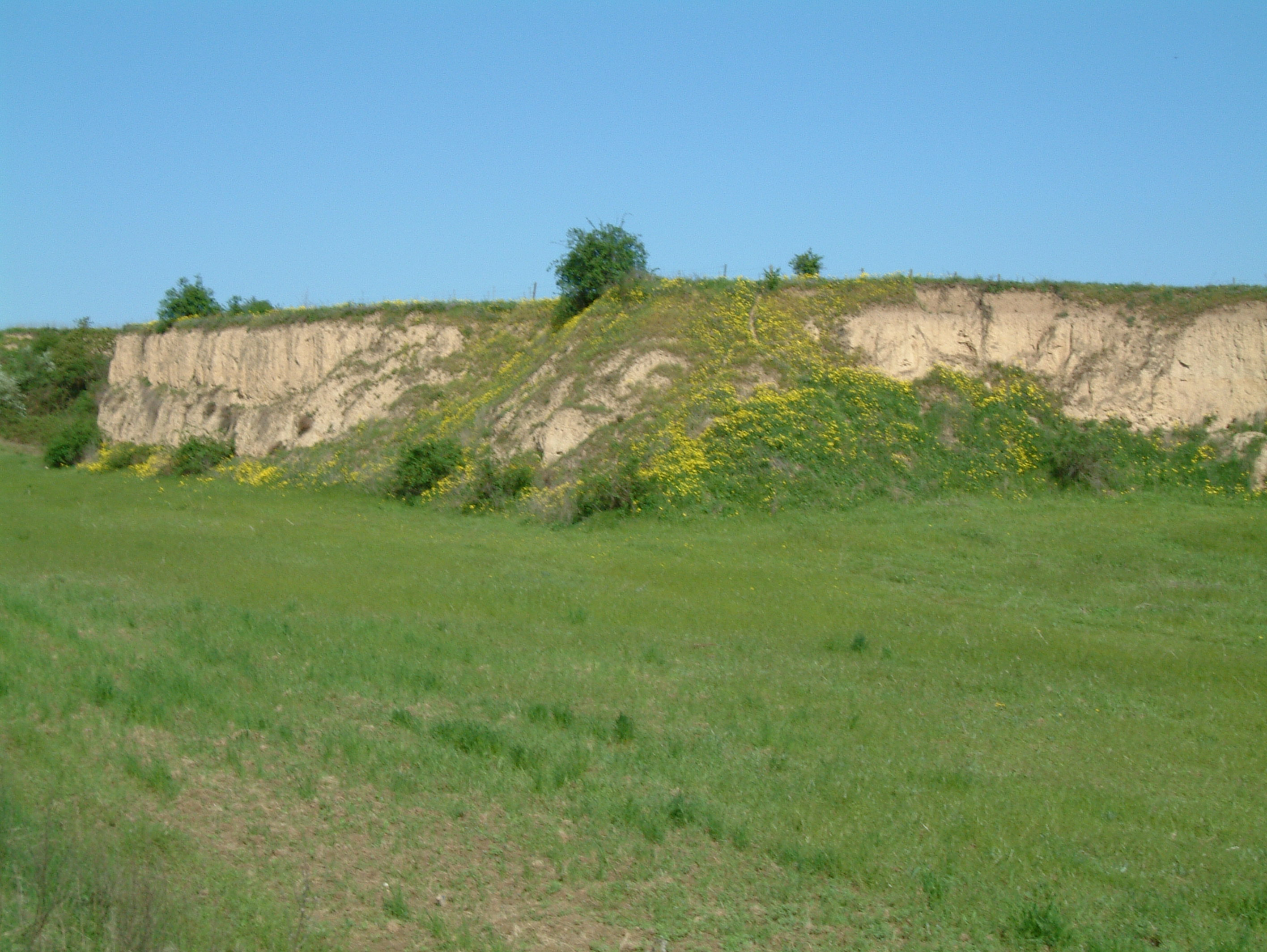
Lösswände westlich von Dirmstein
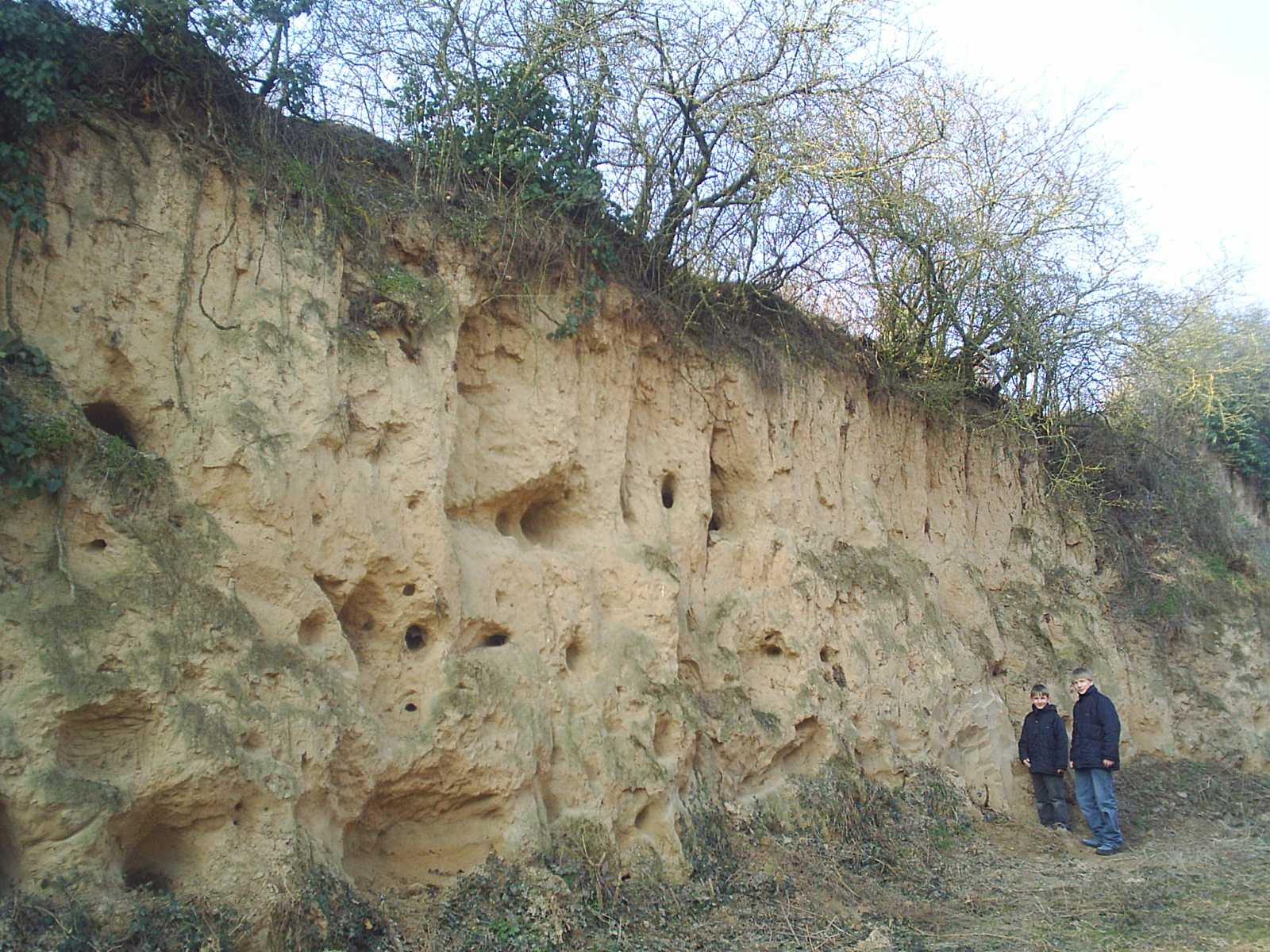
Lösswände der Wörschberger Hohl
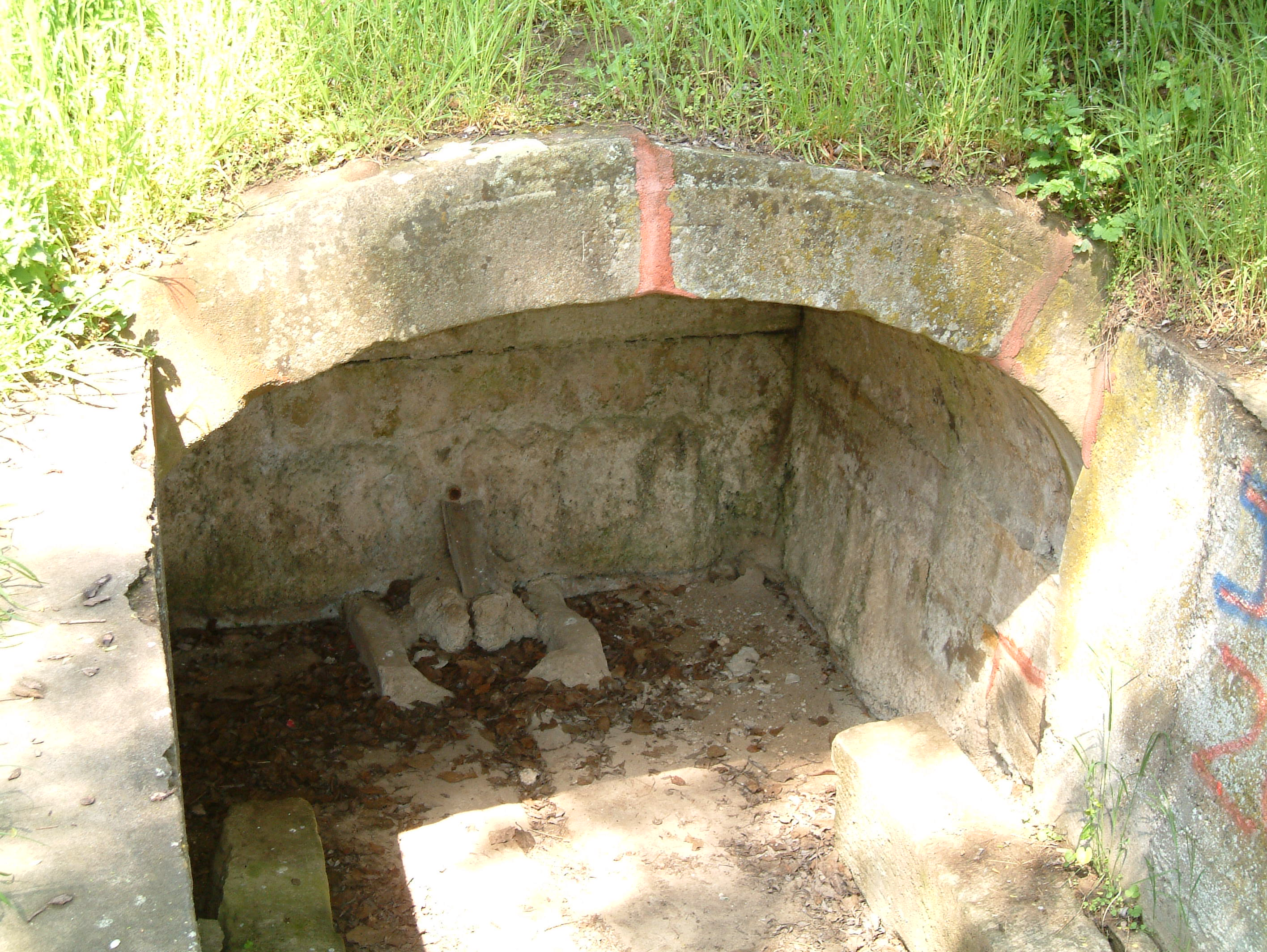
Chorbrünnel
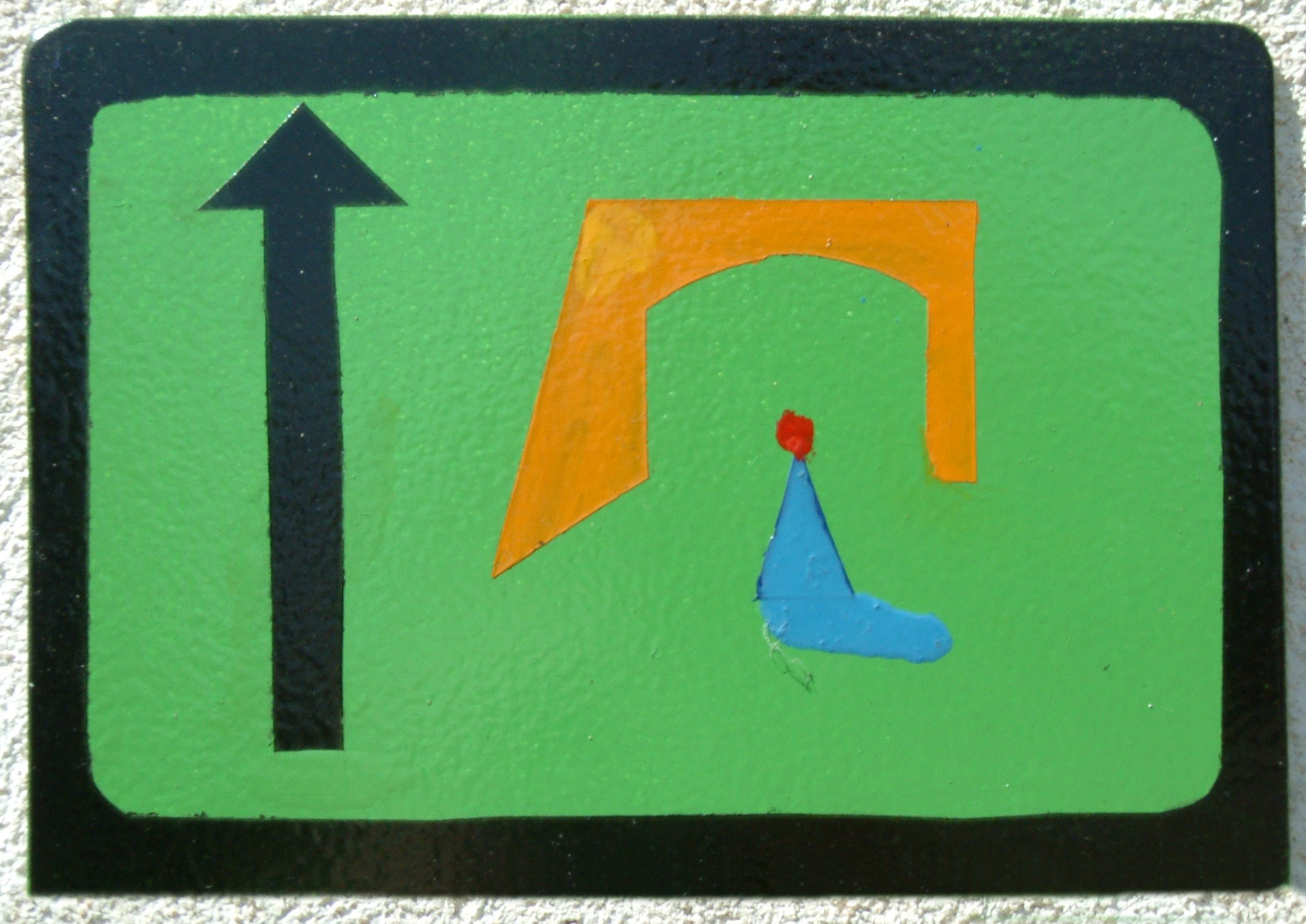
Rundweg-Markierung

## Geschichte
Schon seit der Römerzeit wird in der Vorderpfalz Wein angebaut. In Dirmstein wurde der Weinbau im Jahre 1141 erstmals urkundlich erwähnt.
Kurz vor dem Ende des Zweiten Weltkriegs überlebte der Engländer Cyril William Sibley als Besatzungsmitglied Abschuss und Absturz seines Flugzeugs am Hang des Mandelpfads südlich der heutigen L 453, wurde jedoch anschließend Opfer eines sogenannten Fliegermordes durch Adolf Wolfert, einen örtlichen Funktionär der NSDAP.
Früher gab es in Dirmstein zahlreiche Weinlagen, die meist nur geringe Ausdehnung hatten. Sie wurden bald nach dem Zweiten Weltkrieg zu drei Einzellagen, von West nach Ost Mandelpfad (152,5 Hektar), Jesuitenhofgarten (5,5 Hektar) und Herrgottsacker (155,2 Hektar), zusammengefasst. Alle gehören zur Großlage Schwarzerde.